# George William Russell

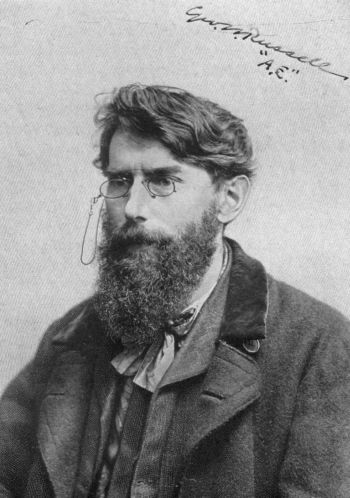
George William Russell

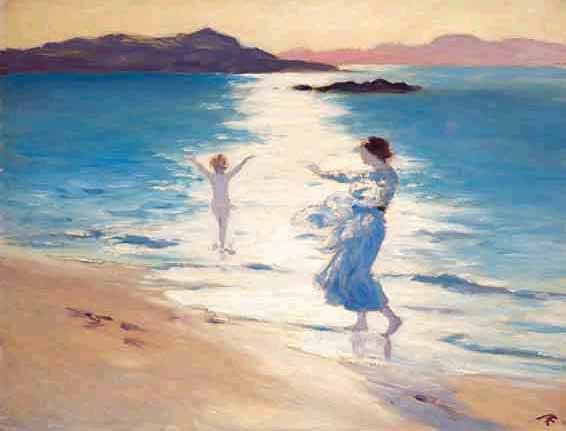
Kąpiący się, George William Russell

George William Russell, pseud. Æ (ur. 10 kwietnia 1867 w Lurgan w hrabstwie Armagh, zm. 17 lipca 1935 w Bournemouth w hrabstwie Dorset) – irlandzki poeta, malarz, mistyk, filozof i publicysta, założyciel irlandzkiego ruchu teozoficznego. Obok W.B.Yeatsa i Lady Gregory jedna z najważniejszych postaci literackiego Odrodzenia Irlandzkiego.
Pierwsze swe prace teozoficzne (pod wpływem mistyki indyjskiej) podpisywał jako "Aeon" i następnie pisze pod pseud. Æ.

## Działalność publicystyczno-polityczna
Urodził się w Lurgan, ale od jedenastego roku życia mieszkał w Dublinie. Po ukończeniu wieczorowych kursów w Szkole Sztuk Pięknych (z wykształcenia był malarzem) pracował w dublińskim domu towarowym. W stolicy Zielonej Wyspy zainteresował się polityką i wkrótce stał się jednym z pierwszych Irlandczyków głośno domagających się reformy rolnej. Intensywnie działał w Irlandzkim Stowarzyszeniu Rolniczym, był bliskim współpracownikiem ludowego polityka Horace’a Plunketta od 1897, a w latach 1905-1923 był redaktorem naczelnym pisma The Irish Homestead (Irlandzka Zagroda). Po powstaniu Wolnej Irlandii w latach (1923-1930) redagował czysto polityczny magazyn The Irish Statesman (Irlandzki mąż stanu). Pod koniec życia napisał rozprawę polityczno-ekonomiczną The National Being (1917) (Byt Narodowy), bardzo cenioną przez koła finansowe i do dziś tłumaczoną na wiele języków. Od połowy lat 20. wygłaszał odczyty w Stanach Zjednoczonych.

## Działalność literacka
Sławę uzyskał jako głęboki liryk i mistyk, autor poezji: "Dry Still Waters" (1906), "Collected Poems" (1916) oraz prozy: "Imaginations and Reveries" (1915), "The Candle of Vision" (1919) i in.
Równolegle z zainteresowaniami politycznymi rozwijała się twórczość poetycka i dramaturgiczna Russella. Jeszcze jako student zainteresował się literaturą i filozofią, głównie staroindyjską. W 1886 roku był jednym w założycieli Towarzystwa Teozoficznego w Dublinie, a kilka lat później zadebiutował jako poeta tomikiem Homeward Songs by the Way, w którym umiejętnie połączył hinduski mistycyzm z mitologią celtycką. Wówczas też przyjął pseudonim Æ, którym podpisywał każdą kolejną pracę (od słowa greckiego æon – wiek). Do 1934 roku opublikował dwanaście tomików wierszy, którymi zdobył uznanie irlandzkiej publiczności i krytyki. Wprawdzie polski historyk literatury angielskiej Roman Dyboski scharakteryzował poezje Russella dość chłodno, słowami: mało efektowna pod względem merytorycznym i retorycznym, styl bezpretensjonalny, ton spokojny, ale zaraz przytoczył słowa laureata literackiej Nagrody Nobla z 1923 roku i jednego z najbliższych przyjaciół Æ – W.B.Yeatsa, który powiedział, że w wierszach Russella żarzy się pożerający ogień ciągłej ekstazy duchowej. I rzeczywiście, źródłem jego twórczości były Upaniszady, księgi wschodu i przyroda, a każdy wiersz, jak pisał Dyboski, to wykład mistycznego panteizmu i wyraz kultu ziemi.
Russell był również sprawnym dramaturgiem (pisał sztuki do Abbey Theatre), a także zajmował się teorią literatury. Wydał bardzo cenione teksty estetyczne – Przebudzenie ognia (Awaking of Fires), Kapłan czy bohater? (Priest or hero?) i Pieśń i jej źródła.
Rozpoczęte w "The Candle of Vision" (1919) badania krytyczne nad własną twórczością i rozwojem swych poglądów mistycznych prowadzi w dalszym ciągu w (Song and its Fountains (1932)) oraz rozprawy krytyczno-literackie, które zebrał w opublikowanym w 1915 roku tomie Rojenia i marzenia (Imaginations and Reveries).
Brał udział w odrodzeniu celtyckim i należy do założycieli teatru irlandzkiego. Wydał nadto poezje: "Voices of the Stones" (1925), "Midsummer Eve" (1928), "Vale and Other Poems" (1931) i in., studia polityczno-ekonomiczne: "Cooperation and Nationality" (1912), "The National Being" (1917) i in.

## Życiorys
- Colin Smythe Ltd. Book Publishiers – George William Russell